# Palatul Culturii și Științei din Varșovia
Palatul Culturii și Științei (în poloneză Pałac Kultury i Nauki, abreviat PKiN) din Varșovia este a doua cea mai înaltă clădire din Polonia, a șasea cea mai înaltă clădire din Uniunea Europeană. Clădirea a fost inițial cunoscut sub denumirea Palatul Culturii și Științei Iosif Stalin (poloneză Pałac Kultury i Nauki imienia Józefa Stalina), dar în urma destalinizării dedicația lui Stalin a fost revocată; numele lui Stalin a fost înlăturat din interiorul holului și de pe una dintre sculpturile clădirii. În prezent, aceasta este a 187-a cea mai înalta clădire din lume.

## Istorie
Construcția a început în 1952 și a durat până în 1955. Ca un cadou de la Uniunea Sovietică oamenilor din Polonia, a fost construit turnul, cu ajutorul planurilor  sovieticilor și aproape 3500 de lucrători din Uniunea Sovietică, dintre care 16 au murit în urma accidentelor din timpul construcției. Sovieticii au fost cazati într-un nou complex suburban, cheltuielile fiind suportate de Polonia, cu propriul cinematograf, restaurant, centru comunitar și o piscină. Arhitectura clădirii este strâns legată de mulți zgârie-nori similari construiți în Uniunea Sovietică în aceeași epocă, mai ales de Universitatea din Moscova. Cu toate acestea, arhitectul principal Lev Rudnev a adăugat unele detalii arhitecturale poloneze în proiect în urma călătoriei în jurul Poloniei și observarea arhitecturii acesteia. Pereții monumentali sunt cu piese de zidărie copiate de la casele Renascentiste și palatele din Cracovia și Zamość.
La scurt timp după deschidere, clădirea a găzduit Al 5-lea Festival Mondial al Tinerilor și Studenților. Mulți demnitari au vizitat Palatul, și el a găzduit, de asemenea, spectacole ale unor artiști internaționali notabili, cum ar fi un concert din 1967 Rolling Stones, primul cu un mare grup vestic de rock din spatele Cortinei de fier. În 1985, a gazduit un concert istoric a lui Leonard Cohen, înconjurat de numeroase așteptări politice, care au fost evitate de către Cohen în timpul introduceri sale prelungite a spectacolului de trei ore.
În partea de sus a clădirii au fost adăugate patru fețe de ceas de 6,3 metri înainte de sărbătorirea mileniului în anul 2000. Acestea pentru un timp scurt au făcut clădirea cel mai înalt turn cu ceas din lume (acesta a fost înlocuite de către NTT DoCoMo Yoyogi Building, la care s-a adăugat un ceas în 2002).

## Galerie

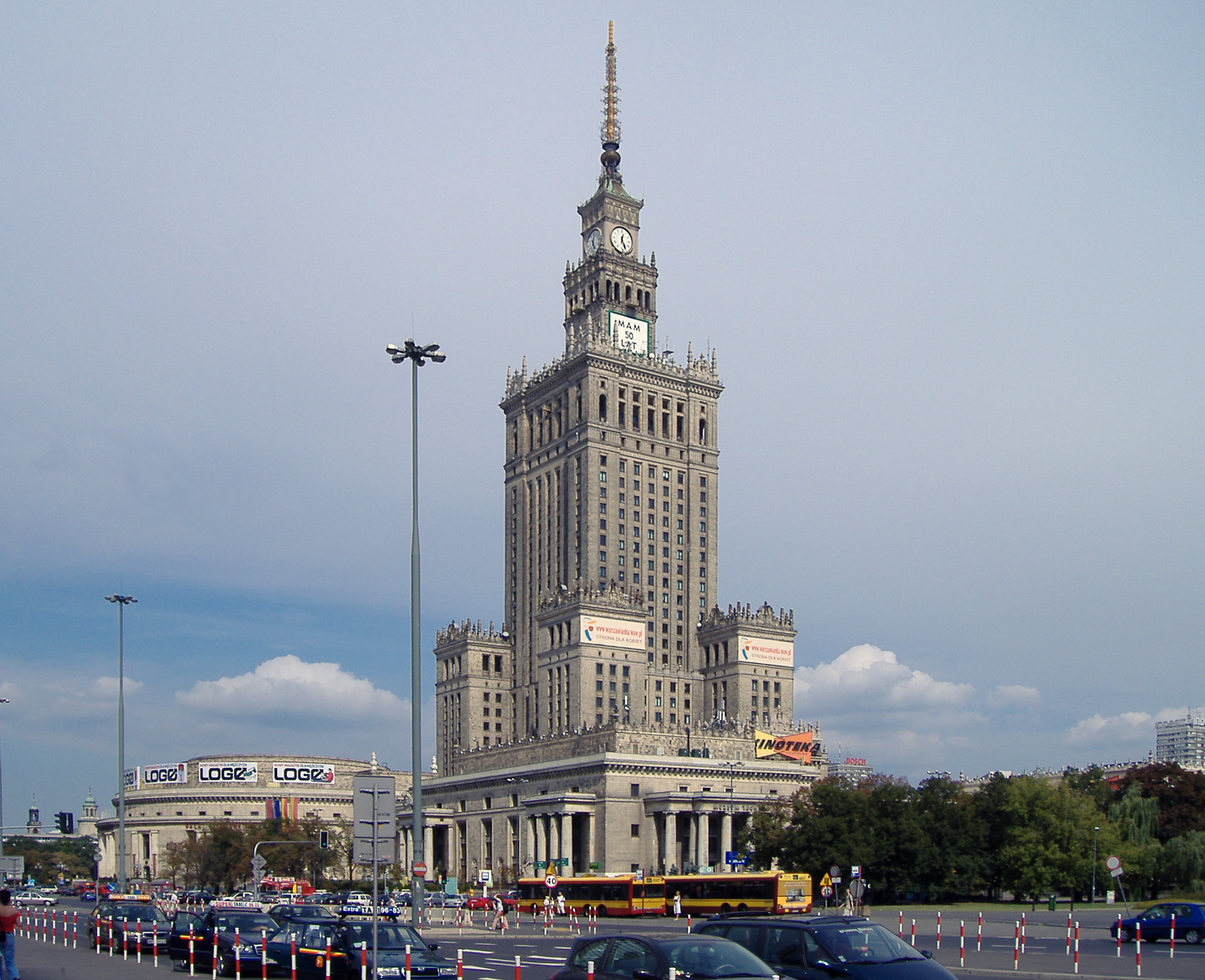
Palatul astăzi
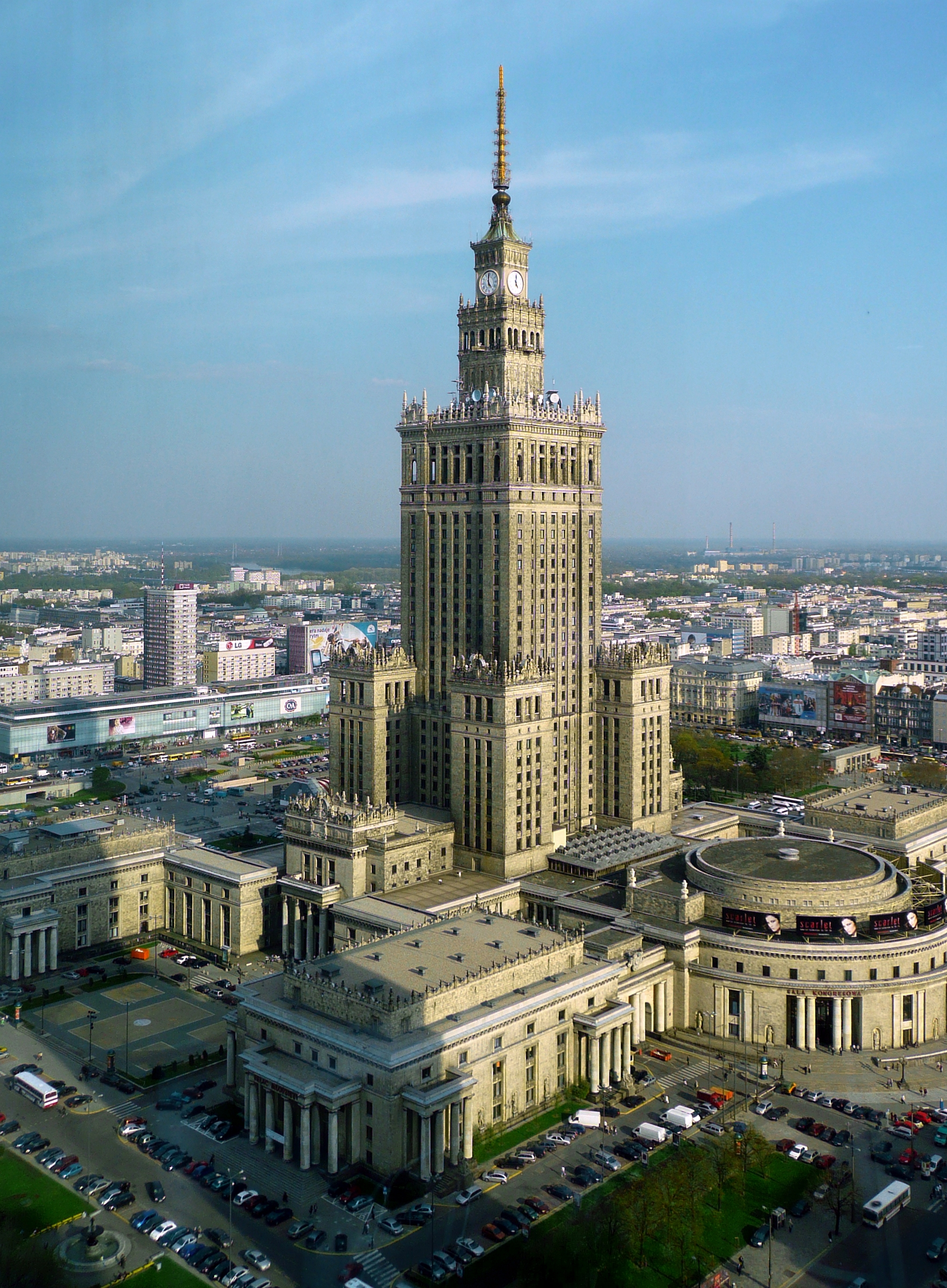
Vedere de la înălțime
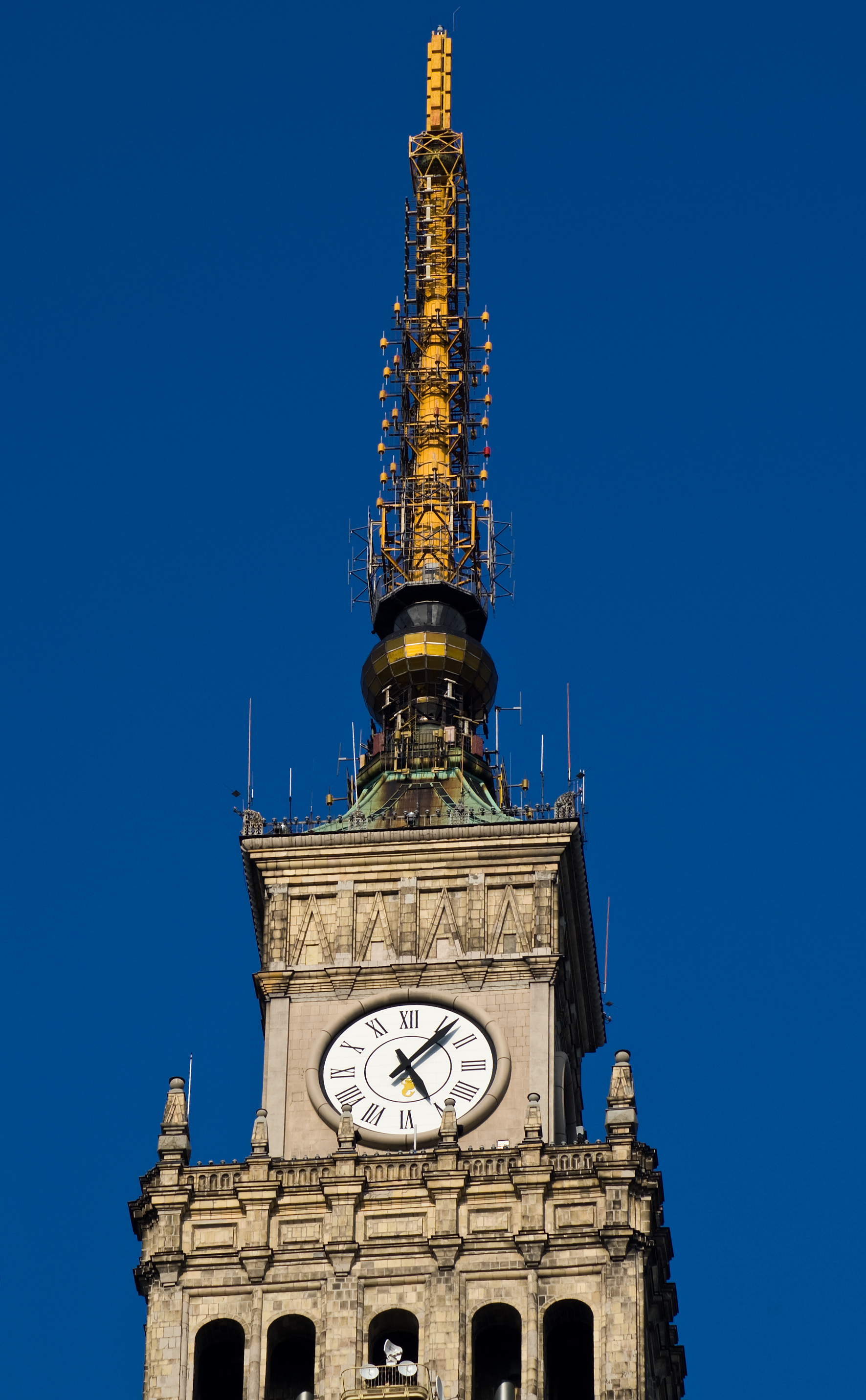
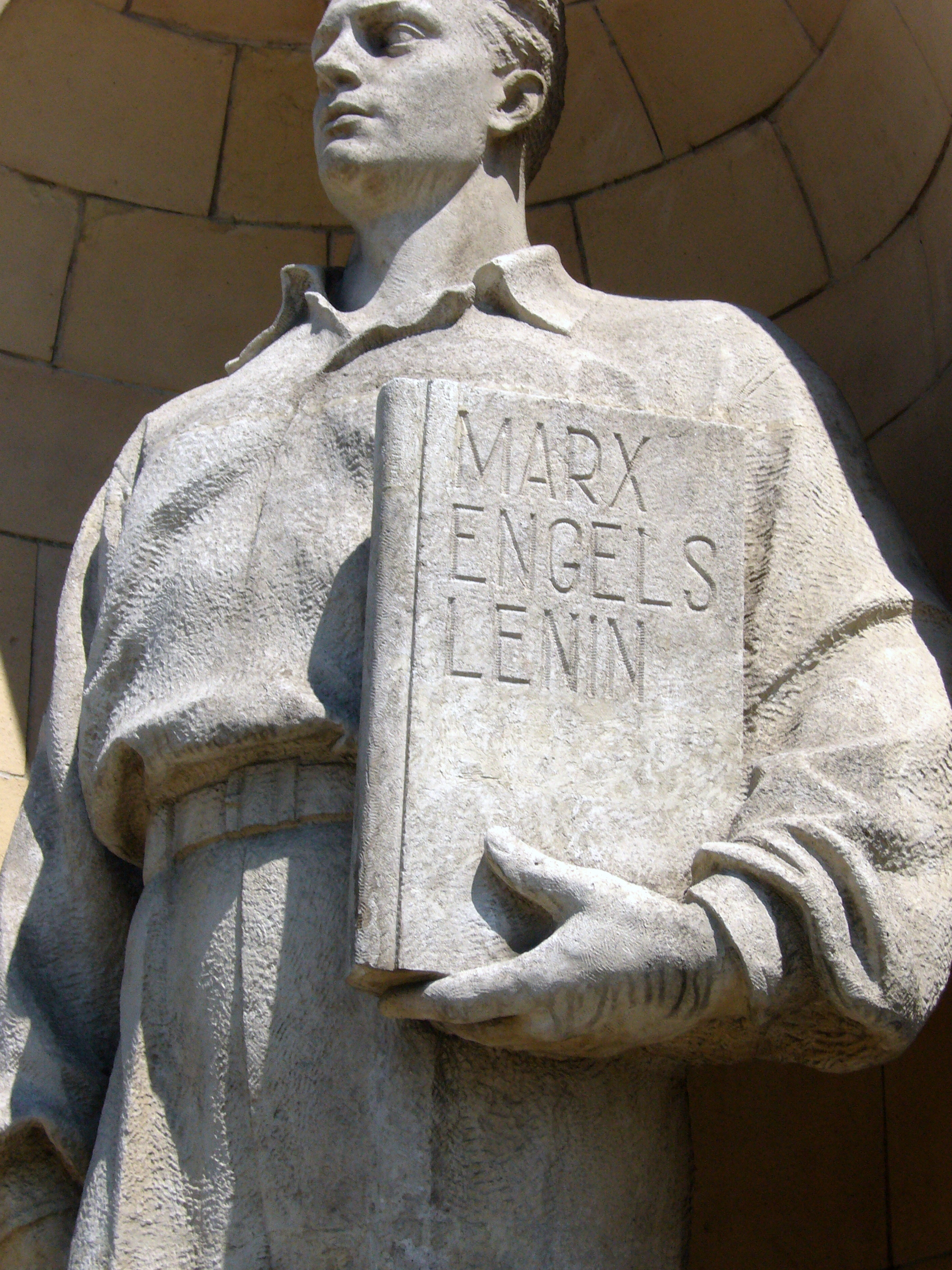
Statuia pe fațadă
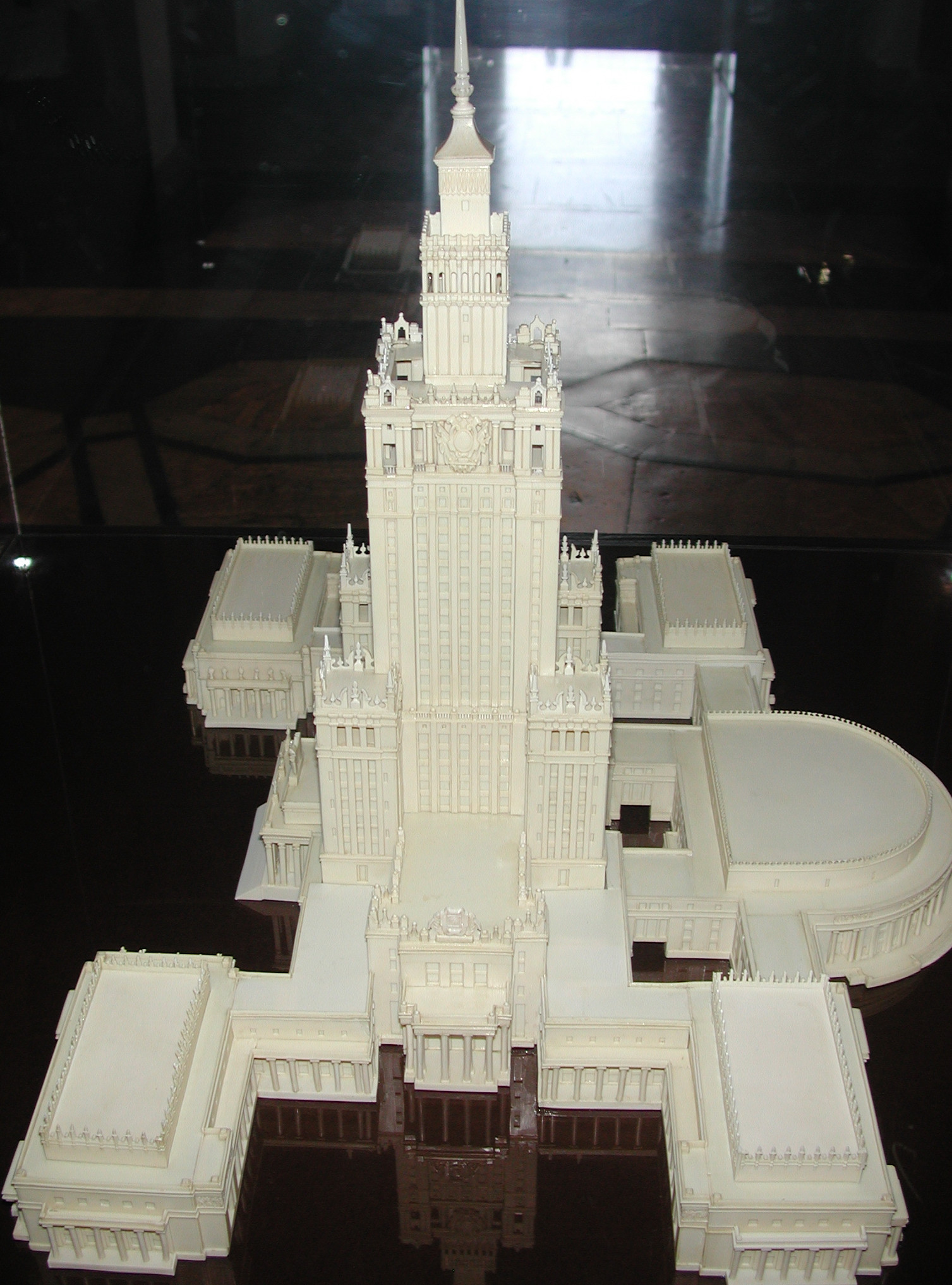
Machet
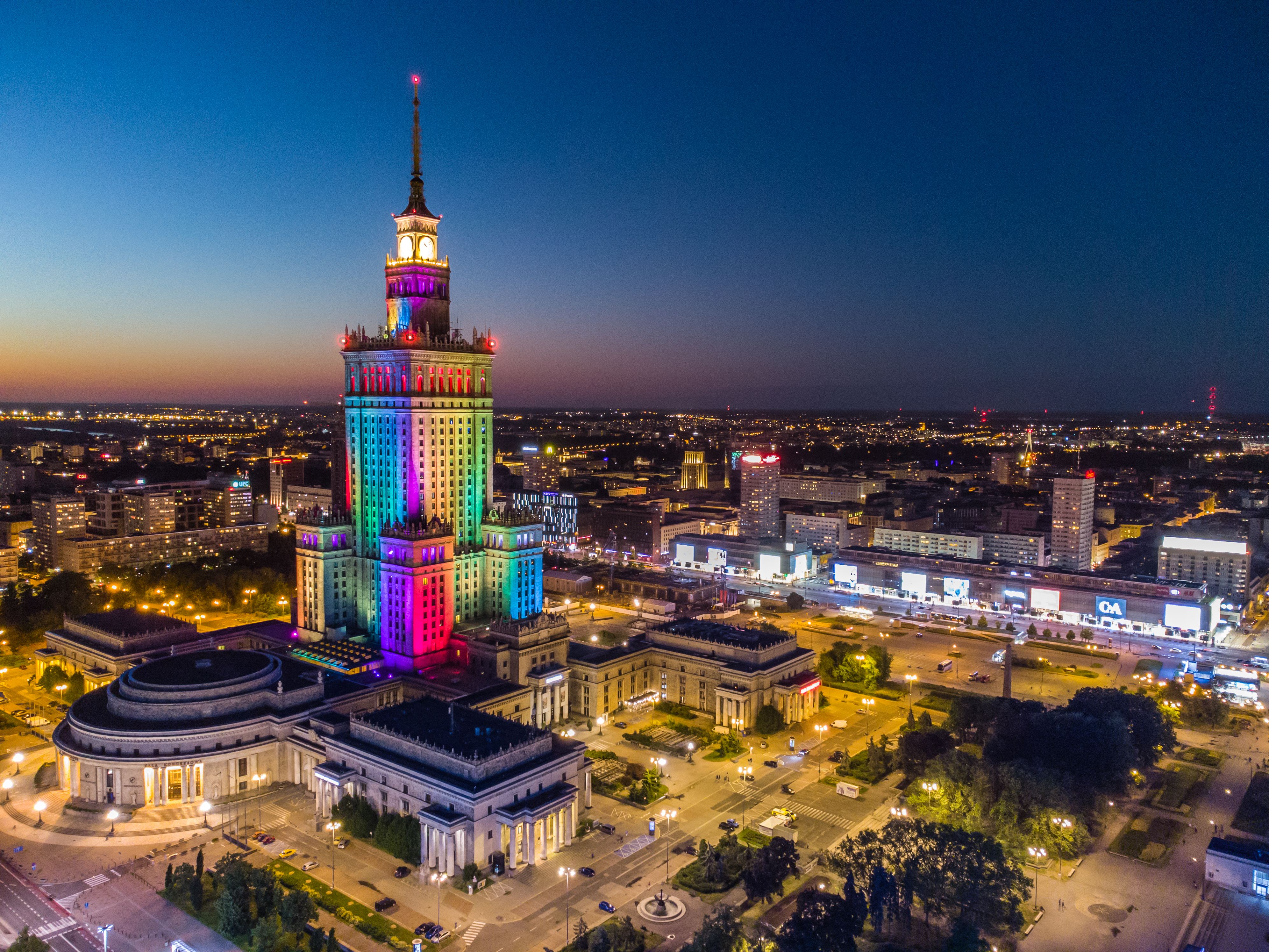
Palatul în noapte
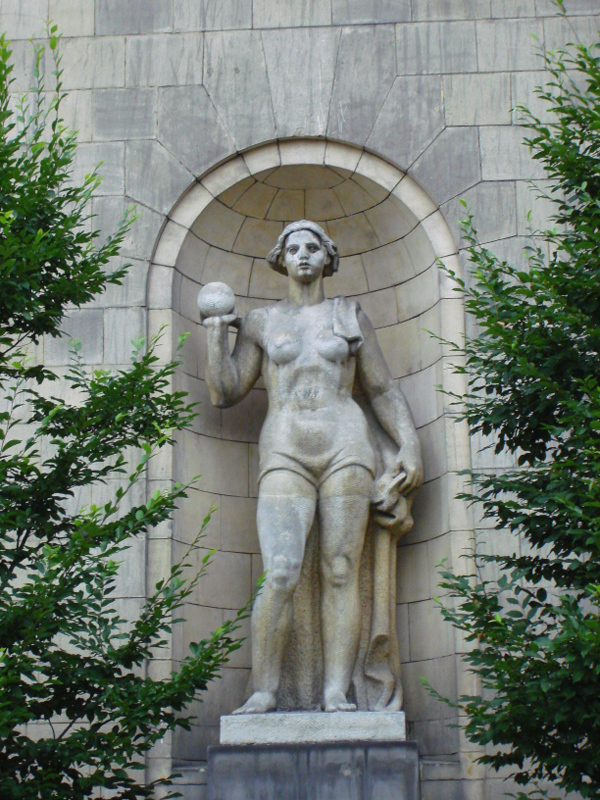
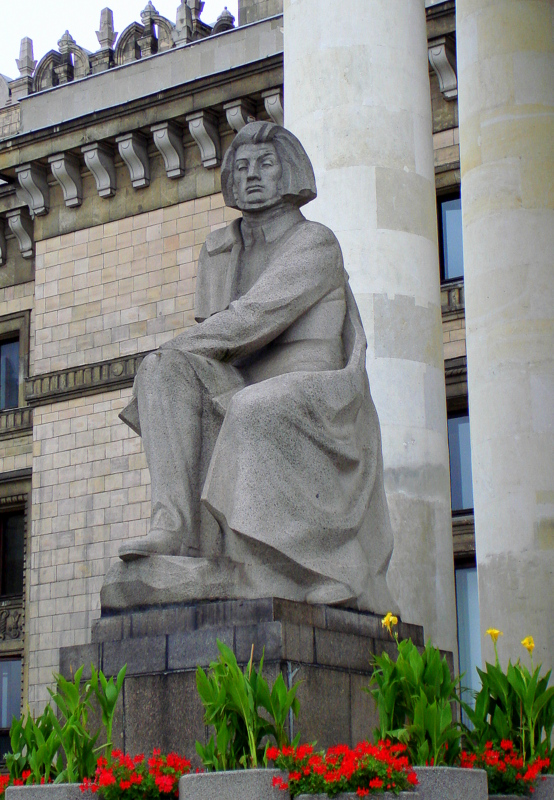
Monumentul lui Adam Mickiewicz